# Gallotia bravoana
Gallotia bravoana là một loài thằn lằn trong họ Lacertidae. Loài này được Hutterer mô tả khoa học đầu tiên năm 1985.